# 玫瑰莊園極限公園
玫瑰莊園極限公園（俄语：Роза Хутор）是一個位於俄羅斯索契，由極限運動公司和極限酒店所持有的滑雪場。該滑雪場在2012年起啟用，並能容納4000到6250名觀眾。在2014年冬季奧運期間，玫瑰莊園極限公園會承辦自由式滑雪和單板滑雪比賽。

## 資料來源
1. 1 2 3  Rosa Khutor Extreme Park

## 外部連結
- Sochi2014.com profile. （页面存档备份，存于）